# Distretto di Paca
Il distretto di Paca  è uno dei trentaquattro distretti della provincia di Jauja, in Perù. Si trova nella regione di Junín e si estende su una superficie di  34.22 chilometri quadrati.